# Рената Колбовіч
Рената Колбовіч (англ. Renata Kolbovic; нар. 30 липня 1976) — колишня канадська тенісистка.
Найвищу одиночну позицію світового рейтингу — 159 місце досягла 4 грудня, 2000, парну — 119 місце — 14 вересня, 1998 року.
Здобула 1 одиночний та 12 парних титулів туру ITF.
Завершила кар'єру 2003 року.

## Фінали турнірів WTA

### Парний розряд: 1 (1 поразка)
| Легенда                       |
| ----------------------------- |
| Турніри Великого шолома (0–0) |
| Фінали Туру WTA (0–0)         |
| Tier I (0–0)                  |
| Tier II (0–0)                 |
| Tier III, IV & V (0–1)        |

| Фінали за покриттям |
| ------------------- |
| Тверде (0–1)        |
| Трава (0–0)         |
| Ґрунт (0–0)         |
| Килим (0–0)         |

| Результат | W–L | Дата | Турнір                                      | Рівень  | Покриття | Партнерка   | Суперниці                  | Рахунок       |
| --------- | --- | ---- | ------------------------------------------- | ------- | -------- | ----------- | -------------------------- | ------------- |
| Поразка   | 0–1 | 1997 | Commonwealth Bank Tennis Classic, Індонезія | Tier IV | Тверде   | Морін Дрейк | Керрі-Енн Г'юз Хіракі Ріка | 1–6, 6–7(5–7) |

## Фінали ITF

### Одиночний розряд (1–9)
| турніри $75,000 |
| турніри $50,000 |
| турніри $25,000 |
| турніри $10,000 |

| Результат | Ранг | Дата            | Турнір                                     | Покриття | Суперниця             | Рахунок       |
| --------- | ---- | --------------- | ------------------------------------------ | -------- | --------------------- | ------------- |
| Поразка   | 1.   | 27 березня 1994 | Пуерто-Вальярта, Мексика                   | Ґрунт    | Паула Кабесас         | 2–6, 3–6      |
| Поразка   | 2.   | 19 червня 1995  | Толука-де-Лердо, Мексика                   | Ґрунт    | Меган Шонессі         | 3–6, 2–6      |
| Перемога  | 3.   | 26 червня 1995  | Мехіко, Мексика                            | Тверде   | Джоелл Шад            | 4–6, 7–6, 7–6 |
| Поразка   | 4.   | 13 жовтня 1996  | Мехіко, Мексика                            | Тверде   | Паула Кабесас         | 6–2, 3–6, 2–6 |
| Поразка   | 5.   | 21 жовтня 1996  | Пуебла (місто), Мексика                    | Тверде   | Марія Долорес Кампана | 6–2, 2–6, 2–6 |
| Поразка   | 6.   | 14 червня 1998  | Гілтон-Гед-Айленд (Південна Кароліна), США | Тверде   | Голлі Паркінсон       | 6–3, 4–6, 4–6 |
| Поразка   | 7.   | 28 червня 1998  | Монреаль, Канада                           | Тверде   | Ванесса Вебб          | 3–6, 4–6      |
| Поразка   | 8.   | 13 червня 1999  | Гілтон-Гед-Айленд (Південна Кароліна), США | Тверде   | Дженніфер Гопкінс     | 6–2, 4–6, 2–6 |
| Поразка   | 9.   | 11 липня 1999   | Ванкувер, Канада                           | Тверде   | Яна Неєдли            | 6–2, 3–6, 3–6 |
| Поразка   | 10.  | 1 жовтня 2000   | Санта-Клара (округ, Каліфорнія), США       | Тверде   | Мейлен Ту             | 7–6, 2–6, 2–6 |

### Парний розряд (12–13)
| Результат | Ранг | Дата              | Турнір                               | Покриття | Партнерка             | Суперниці                              | Рахунок       |
| --------- | ---- | ----------------- | ------------------------------------ | -------- | --------------------- | -------------------------------------- | ------------- |
| Перемога  | 1.   | 30 серпня 1992    | Керетаро, Мексика                    | Тверде   | Ванесса Вебб          | Лусіла Бесерра Шочітль Ескобедо        | 6–3, 6–2      |
| Поразка   | 2.   | 6 вересня 1992    | Толука-де-Лердо, Мексика             | Тверде   | Ванесса Вебб          | Лусіла Бесерра Шочітль Ескобедо        | 6–7, 7–6, 5–7 |
| Поразка   | 3.   | 16 травня 1993    | Леон (Мексика), Мексика              | Ґрунт    | Ванесса Вебб          | Мелані Бернард Керолайн Ділайл         | 6–3, 3–6, 1–6 |
| Перемога  | 4.   | 18 вересня 1994   | Ванкувер, Канада                     | Тверде   | Марджорі Блеквуд      | Мелані Бернард Керолайн Ділайл         | 7–5, 6–2      |
| Перемога  | 5.   | 18 червня 1995    | Морелія, Мексика                     | Тверде   | Трейсі Гаєте          | Хімена Родрігес Елізма Нортьє          | 6–3, 7–5      |
| Поразка   | 6.   | 25 червня 1995    | Толука-де-Лердо, Мексика             | Тверде   | Трейсі Гаєте          | Лусіла Бесерра Джессіка Фернандес      | 4–6, 4–6      |
| Перемога  | 7.   | 13 жовтня 1996    | Мехіко Мексика                       | Тверде   | Трейсі Гаєте          | Алена Пауленкова Карін Пальме          | 6–3, 5–7, 6–4 |
| Перемога  | 8.   | 20 жовтня 1996    | Коацакоалькос, Мексика               | Тверде   | Трейсі Гаєте          | Клаудія Мусіньйо Марія Долорес Кампана | 6–3, 6–3      |
| Поразка   | 9.   | 1 червня 1997     | Ель-Пасо, США                        | Тверде   | Енн Мелл              | Кейсі Смеші Сара Вокер                 | 7–6, 4–6, 0–6 |
| Перемога  | 10.  | 18 січня 1998     | Делрей-Біч, США                      | Тверде   | Морін Дрейк           | Джін Окада Кері Фебус                  | 7–6(3), 6–4   |
| Перемога  | 11.  | 1 лютого 1998     | Клірвотер, США                       | Тверде   | Морін Дрейк           | Крістіна Бранді Карін Міллер           | 4–6, 6–3, 6–4 |
| Поразка   | 12.  | 10 травня 1998    | Мідлотіан, США                       | Ґрунт    | Морін Дрейк           | Труді Мусгрейв Брі Ріппнер             | 3–6, 3–6      |
| Поразка   | 13.  | 17 травня 1998    | Гейнс-Сіті (Флорида), США            | Ґрунт    | Морін Дрейк           | Нанні Де Вільєрс Джессіка Стек         | 3–6, 2–6      |
| Поразка   | 14.  | 24 травня 1998    | Спартанбург (Південна Кароліна), США | Ґрунт    | Джессіка Стек         | Ісіда Кейко Наґатомі Кейко             | 3–6, 5–7      |
| Перемога  | 15.  | 28 червня 1998    | Монреаль, Канада                     | Тверде   | Ванесса Вебб          | Мелані Маруа Катрін Раммо              | 6–3, 6–1      |
| Поразка   | 16.  | 2 серпня 1998     | Вінніпег, Канада                     | Тверде   | Жулі Пуллен           | Ванесса Вебб Кері Фебус                | 6–4, 4–6, 6–7 |
| Перемога  | 17.  | 23 листопада 1998 | Кульякан, Мексика                    | Ґрунт    | Аліна Жидкова         | Жофія Губачі Аліенор Трісеррі          | 6–3, 6–2      |
| Поразка   | 18.  | 3 травня 1999     | Сарасота, США                        | Ґрунт    | Карін Міллер          | Аннабел Еллвуд Ліза Макші              | 5–7, 6–7(3)   |
| Поразка   | 19.  | 17 травня 1999    | Джексон (Алабама), США               | Ґрунт    | Трейсі Алмеда-Сінгіан | Джулі Стівен Ліндсей Лі-Вотерс         | 6–4, 5–7, 2–6 |
| Поразка   | 20.  | 11 липня 1999     | Едмонтон, Канада                     | Тверде   | Кірстін Фрає          | Дон Бут Ванесса Вебб                   | 3–6, 2–6      |
| Поразка   | 21.  | 9 липня 2000      | Лос-Гатос, США                       | Тверде   | Сандра Качіч          | Джанет Лі Ванесса Вебб                 | 4–6, 1–6      |
| Перемога  | 22.  | 16 липня 2000     | Вінніпег, Канада                     | Тверде   | Ванесса Вебб          | Кірстін Фрає Тонґ Ка-по                | 6–1, 6–4      |
| Поразка   | 23.  | 6 серпня 2000     | Лексінгтон (Кентуккі), США           | Тверде   | Сандра Качіч          | Джанет Лі Вінне Пракуся                | 2–6, 6–3, 2–6 |
| Перемога  | 24.  | 30 липня 2001     | Ванкувер, Канада                     | Тверде   | Еріка Делоун          | Петра Рампре Ванесса Вебб              | 2–6, 6–4, 6–4 |
| Перемога  | 25.  | 4 серпня 2002     | Ванкувер, Канада                     | Тверде   | Аманда Огастус        | Лорен Калварія Габріела Ластра         | 7–5, 7–5      |